# Роланд Штадлер
Роланд Штадлер (нар. 14 червня 1959) — колишній швейцарський тенісист.
Найвищу одиночну позицію світового рейтингу — 68 місце досяг 17 жовтня 1983, парну — 185 місце — 25 червня 1984 року.
Найвищим досягненням на турнірах Великого шолома було 3 коло в одиночному розряді.

## Фінали Гран-прі за кар'єру

### Одиночний розряд: 1 (0–1)
| Результат | W-L | Дата | Турнір           | Покриття | Суперник      | Рахунок                 |
| --------- | --- | ---- | ---------------- | -------- | ------------- | ----------------------- |
| Поразка   | 0–1 | 1986 | Гштад, Швейцарія | Ґрунт    | Стефан Едберг | 7–5, 4–6, 6–1, 4–6, 6–2 |

## Титули на челленджерах

### Одиночний розряд: (3)
| Ранг | Рік  | Турнір                        | Покриття | Суперник        | Рахунок       |
| ---- | ---- | ----------------------------- | -------- | --------------- | ------------- |
| 1.   | 1983 | Брешія, Італія                | Ґрунт    | Віктор Печчі    | 6–3, 6–1      |
| 2.   | 1988 | Вайблінген, Західна Німеччина | Ґрунт    | Франк Деннгардт | 6–4, 6–4      |
| 3.   | 1988 | Будапешт, Угорщина            | Ґрунт    | Шандор Носаль   | 4–6, 6–3, 6–0 |

### Парний розряд: (1)
| Ранг | Рік  | Турнір                        | Покриття | Партнер        | Суперники             | Рахунок  |
| ---- | ---- | ----------------------------- | -------- | -------------- | --------------------- | -------- |
| 1.   | 1982 | Травемюнде, Західна Німеччина | Ґрунт    | Вольфганг Попп | Бред Гван Воррен Маер | 6–4, 6–2 |